# Umbre pygmée
Umbra pygmaea
Espèce
Statut de conservation UICN

 LC  : Préoccupation mineure
Umbra pygmaea est une espèce de poissons d’eau douce, démersaux, non-migrateurs.
Ce poisson est natif de l’Est de l’Amérique du Nord mais a été introduit dans certaines régions d'Europe durant le XXe siècle.
Il peut mesurer jusqu’à 15 cm (pour les femelles, les mâles étant plus petits).

## Aire de répartition
Relativement ubiquiste en Amérique du Nord, on le trouve de l’État de New York jusqu'au sud de la Floride et à l’ouest jusqu’en  Géorgie. Bien que vivant plutôt dans les eaux froides à tempérées, il supporte des pics temporaires de température de l’eau à 25-28 °C.
Il a aussi été récemment  introduit en Europe où il est potentiellement invasif. Au XXe siècle, il s'est acclimaté aux Pays-Bas, a remonté la Meuse et dans les années 1952 était déjà courant dans les canaux d'irrigation du Limbourg. Il semble actuellement présent uniquement dans certaines zones d’Europe de l’Ouest dont en Flandre belge, et en Europe centrale, souvent dans de petits étangs isolés et les tourbières ..

## Habitats
On le trouve généralement dans les eaux lentes et tempérées de marais, fossés et autres zones humides et canaux de drainage. Il semble apprécier les habitats riches en végétation aquatique dense, de pH légèrement acide (6,0 à 6,5) et une gamme de dureté (dH) comprise entre 4 et 7 (voire 3 et 8 selon Fish base) ; il supporte néanmoins des pH bien plus bas auxquels la plupart des autres espèces ne résisteraient pas. Il supporte une large gamme de températures (4 °C à 23 °C). Le fond peut être sableux à vaseux ou couvert de débris divers. Aux Pays-Bas, il s'est adapté à des milieux très acides (pH de 3,5 à 4) et à des eaux très pauvres en calcium, alors qu'aucun poisson natif des Pays-Bas ne supporte des eaux aussi acides. Aux Pays-Bas, l'abondance des individus de cette espèce semble même être bioindicatrice de l'acidité de l'environnement (son abondance est inversement proportionnelle au pH). Dans un écosystème acide, il peut jouer un rôle de prédateur situé en tête de chaine alimentaire (Aux États-Unis, ce rôle a été identifié pour une espèce proche : Umbra limi qui parmi les 31 espèces de poissons trouvées dans des lacs acides est l'espèce qui est la plus acidorésistante), mais certains lacs oligotrophes du Wisconsin recevant des pluies acides, même avec un pH proche de 7 restent néanmoins sans aucun poisson. Il reste donc à éclaircir - selon les contextes biogéographiques et de la géographie des industries et du développement de l'urbanisme, des transports et de l'agriculture - la part des effets de l'acidité naturelle (essentiellement due à la présence d'acides organiques dans l'eau) et de l'acidité anthropique (pluies acides, dépôts d'aérosols acides, drainage minier acide, rejets d'eaux acides, etc.). Aux Pays-Bas, dans les milieux acides, sa nourriture principale est constituée de Nématocères et (pour la microfaune) de Cladocères.

## Description
C’est un poisson allongé mais relativement trapu, à la tête conique au museau court (égal à un diamètre de l’œil).
La bouche est plutôt petite à mâchoires courtes, les mandibules dépassant légèrement la pointe de la mâchoire supérieure, avec prémaxillaires non-protractile.
Sa couleur est brune à jaune-vert, avec des bandes latérales étroites et sombres qui viennent barrer l’œil horizontalement. Le ventre est clair.
Les femelles (jusque 15 cm) sont plus grandes que les mâles (11.5 cm).

## Alimentation
Il se nourrit principalement d’insectes, de larves d’insectes, de vers et autres petits invertébrés aquatiques (y compris crustacés, alevins et jeunes escargots mesurant 1 ou 2 mm, mais pas leurs œufs ni les adultes).

## Reproduction
La maturité sexuelle serait atteinte vers 3,7 cm.
L’espèce est ovipare, le frai ayant lieu en avril-maiAprès l'éclosion des œufs les larves restent dans le nid d'algues fabriqués par les parents (durant 6 jours environ).

## Éthologie
C'est un poisson grégaire, qui se déplace souvent en petits bancs de 10 à 12 individus.

## Espèce modèle
Cette espèce a servi à plusieurs études de toxicologie dont par exemple
- l'induction d'anomalies du noyau cellulaire par l'éthylméthanesulphonate[14] ou l'éthyl méthanesulfonate, benzo [a] pyrene[15].
- l'étude de l'évolution de la génotoxicité de l'eau du Rhin (en utilisant le test des comètes[16]
- la toxicité et l'écotoxicité du Malathion et de ses produits de dégradation par hydrolyse[17].